# Platycerus
Genre
Platycerus est un genre d'insectes coléoptères de la famille des Lucanidae et de la sous-famille des Lucaninae.

## Liste des espèces
Selon BioLib (10 février 2015) :
- Platycerus caprea (De Geer, 1774)
- Platycerus caraboides (Linnaeus, 1758)
- Platycerus caucasicus (Parry, 1864)
- Platycerus cribripennis Van Dyke, 1928
- Platycerus depressus LeConte, 1850
- Platycerus hongwonpyoi Imura & Choe, 1989
- Platycerus marginalis Casey, 1897
- Platycerus oregonensis Westwood, 1844
- Platycerus piceus Kirby, 1837
- Platycerus primigenius E. Weise, 1960
- Platycerus pseudocaprea Paulus, 1970
- Platycerus spinifer Schaufuss, 1862
- Platycerus virescens (Fabricius, 1775)